# غروتون (فيرمونت)
غروتون (بالإنجليزية: Groton, Vermont)‏ هي بلدة تقع بولاية فيرمونت في الولايات المتحدة. تبلغ مساحتها 142.4 (كم²)، وترتفع عن سطح البحر 337 م، بلغ عدد سكانها 1022 نسمة في عام 2010 حسب إحصاء مكتب تعداد الولايات المتحدة وتصل الكثافة السكانية فيها 7.3 نسمة/كم2.

## أعلام
- ويليام سكوت

## وصلات خارجية
- www.grotonvt.com
- The US50 - Cities and Towns in Vermont State
- Vermont Cities and Towns, Facts, Map, Flag, Colleges, Government, and More